# Subdivisões da Indonésia
A República da Indonésia é dividida em províncias (em indonésio:  provinsi). As províncias são subdivididas em regências (em indonésio:  Kabupaten) e cidades (em indonésio:  Kota). As províncias, regências e cidades possuem seus próprios governos locais e órgãos parlamentares.
Desde a promulgação da Lei nº 22 do ano de 1999 sobre Governo Local (a lei foi alterada pela Lei Nº de 2004), os governos locais receberam mais funções para administrar sua própria área - porém a política externa, a defesa (incluindo as forças armadas e da polícia nacional), o sistema de direito e a política monetária, ainda são determinados pelo governo nacional. Desde 2005, os chefes de governo local (governadores, regentes e prefeitos) são escolhidos diretamente por eleição popular.

## Províncias

Provinces of Indonesia

As províncias (provinsi) são chefiadas por um governador. Cada província possui o seu próprio corpo legislativo, chamado Dewan Perwakilan Rakyat Daerah (literalmente significa "Assembleia Regional de Representantes do Povo"). O governador e os membros do legislativo são eleitos por voto popular para um mandato de 5 anos.
Atualmente a Indonésia está dividida em 33 províncias, das quais sete foram criadas a partir de 2000. Cinco províncias receberam status especial: Achém, Yogyakarta, Papua, Papua Ocidental e Jacarta. Cada província subdivide-se em regências (kapubaten, em indonésio) e cidades (kota).
A tabela a seguir relaciona as províncias da Indonésia, agrupando-as conforme a ilha que ocupam.
| Mapa | Informação |
| ---- | --- |
|      | A ilha de Sumatra é a sexta maior do planeta, com 473 000 km², aí incluídas outras ilhas ao largo de Sumatra com uma área combinada de 50 000 km². |
|      | A região especial de Achém (Aceh, em indonésio, nome completo em indonésio: Nanggroe Aceh Darussalam) é conhecida pelos esforços em prol da autonomia local e pela luta de mais de cem anos tanto contra as tropas coloniais neerlandesas como contra o governo central indonésio. |
|      | A província de Bangka-Belitung inclui as duas ilhas de Bangka e Belitung e foi criada em 2000 a partir da província de Sumatra do Sul. Contém depósitos de estanho. |
|      | Entre a costa de Sumatra e a cordilheira de Barisan encontra-se a província de Bengkulu. As minas de carvão e de ouro são importantes desde os tempos coloniais. |
|      | A província de Jambi é a maior da porção oriental, plana, da ilha, área de terreno pantanoso e grandes rios, como o Hari. O rio Jambi corre pela planície aluvial a leste até encontrar o mar da China Meridional, em 1º de latitude sul. |
|      | O estreito de Sonda separa a província de Lampung da ilha de Java. A ilha de Krakatoa, famosa pela erupção vulcânica de 1883, pertence à província. |
|      | Riau encontra-se numa região plana e pantanosa na porção oriental da ilha, defronte o estreito de Malaca. Em 2004, as ilhas menores próximas a Riau foram reunidas numa província própria, chamada "Ilhas de Riau". Riau possui diversos recursos naturais, como petróleo, gás, borracha, óleo de palma, peixe e madeira. A posição estratégica da região, no estreito de Malaca e, portanto, a rota mais direta entre o Império da China e a Índia, tornou-a historicamente importante desde cedo.     |
|      | A província das Ilhas Riau (Riau Kepulauan) foi criada em 2004 a partir da província de Riau. Sua localização no extremo oriental do estreito de Malaca e sua proximidade com Singapura transformaram-na num ativo centro industrial e de turismo. A ilha Natuna é um local de exploração de gás natural. |
|      | A exemplo do restante da ilha, a maior parte da superfície da província de Sumatra do Norte (Sumatera Utara) é ocupada pela cordilheira de Barisan, com formações vulcânicas como o lago Toba, criado por uma erupção há 74 000 anos. A província inclui a ilha de Nias. É a mais populosa das províncias da Indonésia. Ademais dos malaios, a província é habitada pela etnia barak, que vive nas montanhas.                                                                                           |
|      | A província de Sumatra do Sul (Sumatera Selatan) encontra-se em sua maior parte na porção oriental da ilha, numa região plana e pantanosa, na qual correm grandes rios. Ao largo da costa, as ilhas de Bangka e Belitung foram separadas da Sumatra do Sul em 2000 para formar a nova província de Bangka-Belitung. É uma das províncias menos desenvolvidas da Indonésia e, fora da capital provincial de Palimbão, as estradas e a infra-estrutura são precárias.                                     |
|      | Sumatra Ocidental (Sumatera Barat) encontra-se na montanhosa porção ocidental da ilha e inclui uma planície costeira estreita e parte da cordilheira de Barisan. A província também inclui as ilhas Mentawai. A maioria da população pertence à etnia minangkabau, conhecida por sua estrutura social matrilinear. |
|      | Java é uma das muitas integrantes das Grandes Ilhas de Sonda. Jacarta, a capital da Indonésia, localiza-se na ilha. |
|      | A província de Java Oriental (Jawa Timur) cobre a porção oriental da ilha, bem como a ilha de Madura, ao largo. Com cerca de 750 habitantes por km², Java Oriental é a província indonésia de menor densidade populacional da ilha. |
|      | O distrito da capital Jacarta (Jakarta, antiga Batávia) é a maior cidade da Indonésia, com 8,6 milhões de habitantes dentro dos limites municipais e 18,3 milhões na região metropolitana (2007), uma das maiores do planeta. A capital possui o status de província e é administrada por um governador. |
|      | A província de Banten foi criada em 2000 a partir da província de Java Ocidental. A oeste, o estreito de Sonda separa a província da ilha de Sumatra; a leste, a província limita com a cidade de Jacarta e com a província de Java Ocidental. A Grande Jacarta inclui algumas grandes cidades, como Tangerang, com quase 1,5 milhão de habitantes (2003). Com mais de 1000 habitantes por km², Banten possui uma alta densidade populacional                                                           |
|      | A região especial de Yogyakarta goza do status de distrito especial com uma autonomia limitada. É um destino turístico popular, devido a atrações nas cercanias como Borobudur, um famoso templo budista, Prambanan, um grande complexo de templos hindus, e o Merapi, um vulcão ativo. |
|      | Java Ocidental (Jawa Barat) limita a oeste com a cidade de Jacarta e com a província de Banten, que lhe foi desmembrada em 2000, e a leste com Java Central. É a província mais industrializada da Indonésia, aproveitando-se da proximidade com a capital Jacarta. Dentre as atividades econômicas mais importantes da área destacam-se o processamento de petróleo e gás e a indústria têxtil. |
|      | A agricultura é uma atividade significativa em Java Central, com cultivos de arroz, trigo, cana de açúcar e tabaco. Há atividade industrial nas cidades. O turismo é uma prioridade, em particular os templos de Borobudur e Prambanan. |
|      | Com uma área de 743 122 km², Bornéu (Borneo) é a terceira maior ilha do planeta, após a Groenlândia e a Nova Guiné. Três países a partilham: no norte, a Malásia (com dois de seus estados, Sabá e Sarawak), bem como o sultanato de Brunei; a porção maior, ao sul, pertence à Indonésia e dela recebe o nome Kalimantan. |
|      | Kalimantan Oriental (Kalimantan Timur) encontra-se na porção oriental da ilha e limita com os estados federados malásios de Sarawak e Sabá. Dentre as províncias indonésias localizadas em Bornéu, é considerada a mais avançada economicamente, com atividades como petróleo e gás, mineração (ouro, carvão e diamantes), madeira e agricultura. Em decorrência, a província apresenta desflorestamento em larga escala e ameaças à fauna.                                                             |
|      | |
|      | Kalimantan Ocidental (Kalimantan Barat) eeconta-se no sudoeste da ilha e limita ao norte com o estado federado malásio de Sarawak. A superfície da província é predominantemente plana, com montanhas altas apenas em seu limite sudoeste. Na região costeira há grandes áreas pantanosas. O rio mais longo da Indonésia, o Kapuas, corre na província. As atividades econômicas principais incluem a exploração de petróleo e a indústria da copra (polpa do coco), borracha, madeira e óleo de palma. |
|      | Kalimantan do Sul (Kalimantan Selatan) encontra-se no sudeste da ilha e é a menor província de Bornéu, embora seja também a de maior densidade populacional. Como parte das políticas de reassentamento do governo indonésio, muitas pessoas de regiões superpovoadas da província foram transferidas, o que levou a conflitos. |
|      | A província de Kalimantan Central (Kalimantan Tengah) é predominantemente plana, com relevo mais acidentado ao norte. A região é de difícil acesso, devido aos grandes pântanos. A população compõe-se de nativos das etnias dayak e malaia. A migração da superpovoada ilha de Java para áreas esparsamente populadas desta província tem dado causa a conflitos com a população nativa. Com treze habitantes por km², a densidade populacional da província é muito baixa.                            |
|      | As Pequenas Ilhas de Sonda (Nusa Tenggara), que se estendem a leste de Java, incluem as ilhas de Bali, Lombok, Sumbawa, Flores e Timor, todas sob controle da Indonésia, exceto pela porção oriental do Timor, que constitui o Estado independente do Timor-Leste. Entre Bali e Lombok encontra-se a Linha de Wallace, que divide as regiões zoogeográficas da Ásia e da Australásia. |
|      | Bali é considerada a mais ocidental das Pequenas Ilhas de Sonda e encontra-se a leste de Java, da qual é separada por um estreito com 2,5 km de largura. As montanhas balinesas são, em sua maioria, de origem vulcânica e cobrem cerca de três-quartos da superfície da ilha. O vulcão Gunung Agung é o ponto culminante de Bali, com 3 142 m, e é considerado pelos balineses a sede dos deuses e o centro do mundo.                                                                                  |
|      | A província de Sonda Oriental (ou das Pequenas Ilhas de Sonda Orientais, Nusa Tenggara Timur) compreende mais de 550 ilhas, das quais as maiores são Flores, Sumba e Timor (apenas a porção ocidental desta última pertence à Indonésia). Kupang, a capital da província, encontra-se no Timor Ocidental. |
|      | A província de Sonda Ocidental (ou das Pequenas Ilhas de Sonda Ocidentais, Nusa Tenggara Barat) compreende as ilhas de Lombok, Sumbawa e diversas ilhas menores. Mataram, a capital da província, encontra-se em Lombok. |
|      | Em geografia, o termo Nova Guiné Ocidental refere-se à metade ocidental da ilha de Nova Guiné, porção que pertence à Indonésia. A outra metade da ilha constitui o Estado independente de Papua-Nova Guiné. |
|      | A província de Papua Ocidental (Papua Barat) foi criada em 2003 pelo governo indonésio, que a desmembrou da província de Papua. Os papuas consideram que o desmembramento ocorreu sem o seu consentimento e que constitui uma violação de sua autonomia. A província compreende a porção ocidental da Nova Guiné, com a península da Cabeça de Pássaro e ilhas ao largo, inclusive Waigeo e Misool. |
|      | A província de Papua, hoje sem a porção ocidental que se transformou na Papua Ocidental em 2003, aderiu à Indonésia em 1969, num processo que muitos consideram controvertido. |
|      | A Celebes (Sulawesi) é uma ilha de origem vulcânica e seu perímetro é portanto extremamente sinuoso e irregular. |
|      | A agricultura predomina na província de Gorontalo, que produz, dentre outros, óleo de palma, cravo-da-Índia, coco, cacau e cana de açúcar, ademais da atividade pesqueira na costa. |
|      | A província de Celebes Ocidental (Sulawesi Barat) foi desmembrada em 2004 da Celebes do Sul. |
|      | A superfície montanhosa da província de Celebes Central (Sulawesi Tengah) é responsável pela forte fragmentação étnica da população e pela baixa densidade populacional. Longe da costa, as estradas em más condições contribuem para o isolamento de grandes áreas, em especial na península oriental. |
|      | A província de Celebes do Norte (Sulawesi Utara) encontra-se no extremo setentrional da ilha. A oeste, limita com a província de Gorontalo. As ilhas de Sangihe e Talaud integram a província. |
|      | A província de Celebes do Sul (Sulawesi Selatan) encontra-se principalmente na porção plana, pantanosa, do leste da ilha, na qual correm grandes rios. A província é uma das menos desenvolvidas da Indonésia, com uma economia predominantemente agrícola. |
|      | A província de Celebes de Sudeste (Sulawesi Tenggara) compreendem a península ao sudeste da ilha. Uma das áreas mais remotas da Celebes, não é ligada por estradas ao resto da ilha. Os meios de transporte mais importantes são a balsa que cruza o golfo de Bone para a Celebes do Sul e ligações aéreas para Macáçar (capital da Celebes do Sul). |
|      | As Molucas, também conhecidas no período colonial como Ilhas das Especiarias, são um arquipélago disperso entre a Celebes e a Nova Guiné. Com uma população de 2,1 milhão de habitantes, as Molucas cobrem uma área de 74 505 km². |
|      | Com a separação da província das Molucas do Norte em 1999, a província das Molucas (Maluku) passou a reunir apenas as ilhas meridionais do arquipélago. As ilhas principais das Molucas do Norte são Ambon, Seram, Buru, as ilhas de Banda, as ilhas de Kai, as ilhas de Aru, Wetar e as ilhas Tanimbar. |
|      | A província das Molucas do Norte (Maluku Utara) reúne a porção setentrional do arquipélago. A atividade econômica predominante é a agricultura. Em Halmaera, explora-se ouro, níquel e cobalto. Devido a distúrbios, o turismo cessou quase por completo. |

## Regências e cidades
As regências (Kabupaten, em indonésio) e as cidades (Kota, em indonésio) constituem um nível de governo local menor que as províncias, no entanto, elas gozam de uma maior descentralização dos assuntos que as província, tais como fornecer educação e saúde pública.
As regências e as cidades estão no mesmo nível, possuindo seu próprio governo local e corpo legislativo. A diferença entre uma regência e uma cidade reside nas diferenças demográficas, de tamanho e econômicas. Normalmente as regências possuem área maior que as cidades, e as cidades possuem atividades econômicas não agrícolas. As regências são governadas por um regente (Bupati, em indonésio), e as cidades são governadas por um prefeito (Walikota, em indonésio). Os Regentes, prefeitos e membros do legislativo são eleitos por voto popular para um mandato de 5 anos.
Cada regência ou cidade é dividida em sub-distritos.

## Subdistritos
Os subdistritos (Kecamatan, em indonésio) é uma área dentro de uma regência ou cidade. O chefe de um  subdistrito é chamado "Camat"'. O Camat é um funcionário público subordinado ao regente ou prefeito.
Nas províncias de Papua e Papua Ocidental, os subdistritos são chamados "Distrito" (Distrik, em indonésio), e é chefiado por um "Chefe de Distrito" (Kepala Distrik, em indonésio).
Cada subdistrito é dividido em Desa ou Kelurahan.